# Glavica (Stari Grad, Hvar)
Uzvisina Glavica (n.v.111 m) uzdiže se iznad sjeverne strane dna starogradske uvale. Glavica označuje manju uzvisinu, niže brdo. Na njemu je 1900. podignut kameni križ pri obilježavanju jubileja stoljeća. Križ je srušen 1943., a 1990. je podignut današnji čemu je pridonio Marinko Jurić Peretov. S vrha se pruža pogled na grad i njegov zaljev te širu okolicu. Na Glavici je postojala ilirska gradina od koje se sačuvao samo ostatak bedema koji okružuje plato na vrhu brijega. Gradina je vjerojatno imala značaj promatračnice zbog izuzetnog nadzora nad okolicom.

## Galerija
- ostatci bedema ilirske gradine na Glavici
- Pogled s Glavice na Stari Grad i Purkin kuk
- Spomen-ploča sa zahvalom Bogu za povrat vida

## Vanjske poveznice
- Ana Kaštelan: “Onamo na bardo vidim križ...”, Matica br.8/9, kolovoz-rujan 2008., str. 38. – 39.